# Takis
Takis ist ein griechischer männlicher Vorname.
Er ist eigentlich die Kurzform von Panagiotakis, der Verniedlichungsform von Panagiotis („Alle Heiligen“; aus παν pan „alle“ und ‘αγιος hagios „heilig“). 
Die Koseform Takis findet sich jedoch auch bei weiteren Namen, z. B. bei Takis Nikoloudis für Dimitrios.

## Namensträger

### Vorname
- Takis Mehmet Ali (* 1991), SPD-Bundestagsabgeordneter
- Takis Fotopoulos (* 1940), griechischer politischer Philosoph und Ökonom
- Takis Hadjigeorgiou (* 1956), zyprischer Journalist und Politiker
- Takis Ikonomopoulos (1943–2025), griechischer Fußballspieler
- Takis Karkanas (* 1963), griechischer Archäologe auf dem Gebiet der Geoarchäologie
- Takis Nikoloudis (* 1951), griechischer Fußballspieler
- Takis Varvitsiotis (1916–2011), griechischer Schriftsteller und Dichter
- Takis Würger (* 1985), deutscher Journalist und Buchautor
- Takis Zenetos (1926–1977), griechischer Architekt der Moderne

### Künstlername
- Takis (1925–2019), griechischer Bildhauer und kinetischer Künstler